# تلو
تلو (بالتركية: Tillo أو Aydınlar نقحرة: آيدينلر) هي بلدة ومركز مديرية تلو في محافظة سعرد الواقعة جنوب شرقي تركيا. بلغ عدد سكانها ألفي نسمة في عام 2022، وهم من الكرد والعرب المنتمون إلى عشيرتي الخالدية والعباسية. يتحدث السكان العرب اللغة الكردية إلى جانب اللغة العربية، في حين يعرف البعض من الكرد اللغة العربية.
اسم البلدة مشتق من كلمة تل العربية. غُير اسمها إلى أيدينلار ضمن حملة التتريك، قبل أن يسترجع اسمها القديم في 2013.

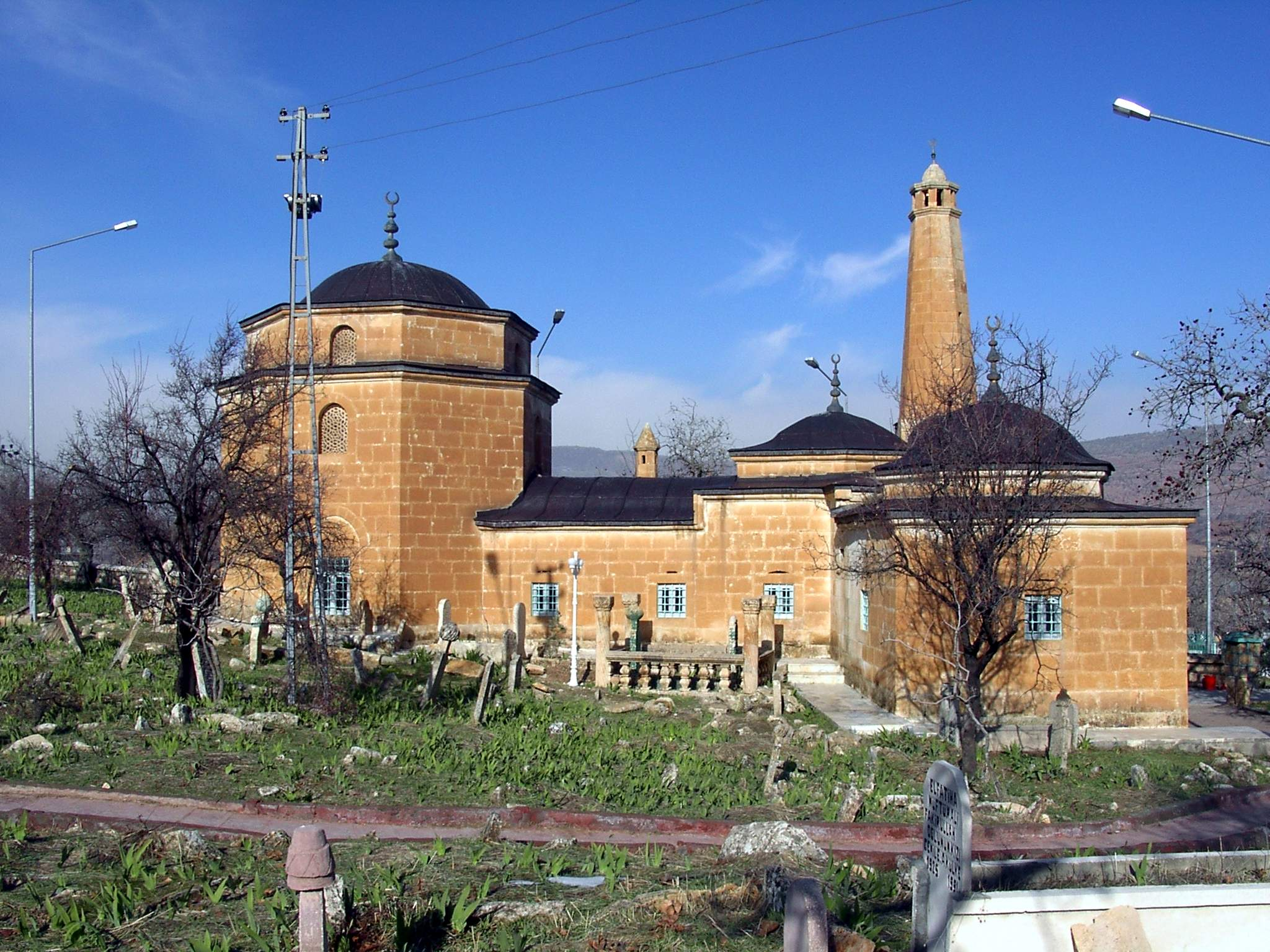
معلم إبراهيم حقي الأرضرومي.